# ロシア連邦国歌
ロシア連邦国歌（ロシアれんぽうこっか、露: Гимн Российской Федерации）は、ロシア連邦の国歌。
1944年に制定されたアレクサンドル・アレクサンドロフ (Александр В. Александров) 作曲の「ソビエト連邦国歌」 (Государственный гимн СССР) の曲に、同じく「ソビエト連邦国歌」の作詞者セルゲイ・ミハルコフ (Сергей В. Михалков) が新たに歌詞をつけ、2001年1月1日からロシア連邦の国歌に定められた。法律によりテレビ、ラジオなどの放送では1日に二度（放送開始時と終了時、もしくは午前0時と午前6時）、国歌を流すことが義務付けられている。

## 概要
ロシア連邦、即ちソビエト連邦の崩壊後のロシアでは、脱ソビエト化を推し進めていたボリス・エリツィン大統領によりミハイル・グリンカ作曲の「愛国歌」が暫定国歌に定められたが、この曲には歌詞が無くメロディーのみが演奏されたため、一向に定着せず公式の国歌として法定化する事も出来なかった。そこで1993年に愛国歌に歌詞を公募したものの、やはり良い作品が選定出来ずに尻すぼみに終わってしまい、同年12月11日に無歌詞のまま大統領令を発布してしまった。一方、議会で影響を保持していた共産党は、ロシアの誇りを呼び興す事が出来るとして、スターリン時代の1944年当時にそれまで使用されてきた「インターナショナル」に代わって国歌に定められた「ソビエト連邦国歌」の復活を要求してエリツィン大統領と対立していた。
エリツィンにかわって大統領となったウラジーミル・プーチンは、共産党への懐柔及び「強いソ連」の時代と「現代ロシア」のイメージを重ね合わせた「強いロシア」を強調して国民の人気を得るべく、2000年末にソビエト連邦国歌のメロディを復活させる国歌法を制定した。こうして、ソビエト連邦国歌は、ロシア連邦国歌として復活した。
大国に相応しい荘厳なメロディーの国歌の復活は多くの国民に歓迎された。また図らずもミハルコフは国歌を同曲で3度作詞する事になった。コーラス部冒頭の「Славься, Отечество наше свободное（讃えられて在れ、自由なる我らが祖国よ）」という部分は、ソビエト連邦国歌の歌詞をそのまま流用している。
しかし、ソ連国歌の旋律の復活は、プーチン政権の豊富な資源を背景とした大国主義的政策もあいまって、諸外国には、「ソビエト連邦の復活」「冷戦時代の再来」という印象でも受け取られている。特に、ソビエト連邦崩壊後、ロシアと一定の距離を置く姿勢を見せていた旧ソ連構成国（特にウクライナやモルドバ、ジョージア、エストニア、ラトビア、リトアニア）や旧ワルシャワ条約機構加盟国の中には、「ロシアが再度の併合ないしは衛星国化を狙っている」という気持ちからロシアへの不信感が強まっている国もあり、そのように受け取られる傾向が強い。
なお、日本ではソビエト連邦国歌と同様に「祖国は我らのために」の通称で呼ばれることがあるが、これに相当する名称はロシアにはない。

## 歌詞

### ロシア語原詩
| キリル文字表記 | ラテン文字転写 | 国際音声記号 |
| Россия – священная наша держава, Россия – любимая наша страна. Могучая воля, великая слава – Твоё достоянье на все времена! Припев: 𝄆 Славься, Отечество наше свободное, Братских народов союз вековой, Предками данная мудрость народная! Славься, страна! Мы гордимся тобой! 𝄇 От южных морей до полярного края Раскинулись наши леса и поля. Одна ты на свете! Одна ты такая – Хранимая Богом родная земля! Припев Широкий простор для мечты и для жизни Грядущие нам открывают года. Нам силу даёт наша верность Отчизне. Так было, так есть и так будет всегда! Припев | Rossija – svjaščennaja naša deržava, Rossija – ljubimaja naša strana. Mogučaja volja, velikaja slava – Tvojo dostojanje na vse vremena! Pripev: 𝄆 Slavjsja, Otečestvo naše svobodnoje, Bratskih narodov sojuz vekovoj, Predkami dannaja mudrostj narodnaja! Slavjsja, strana! My gordimsja toboj! 𝄇 Ot južnyh morej do poljarnovo kraja Raskinulisj naši lesa i polja. Odna ty na svete! Odna ty takaja – Hranimaja Bogom rodnaja zemlja! Pripev Širokij prostor dlja mečty i dlja žizni Grjadušcije nam otkryvajut goda. Nam silu dajot naša vernostj Otčizne. Tak bylo, tak jestj i tak budet vsegda! Pripev | [rɐˈsʲijə svʲɪˈɕːɛnːəjə ˈnaʂə dʲɪrˈʐavə] [rɐˈsʲijə lʲʉˈbʲiməjə ˈnaʂə strɐˈna] [mɐˈɡutɕɪjə ˈvolʲə vʲɪˈlʲikəjə ˈslavə] [tvɐˈjɵ dəstɐˈjænʲjə nɐ ˈfsʲɛ vrʲɪmʲɪˈna] [prʲɪˈpʲef] 𝄆 [ˈslafʲsʲə ɐˈtʲetɕɪstvə ˈnaʂɨ svɐˈbodnəjə] [ˈbratskʲɪx nɐˈrodəf sɐˈjus vʲɪkɐˈvoj] [ˈprʲɛtkəmʲɪ ˈdanːəjə ˈmudrəsʲtʲ nɐˈrodnəjə] [ˈslafʲsʲə strɐˈna ˈmɨ ɡɐrˈdʲimsʲə tɐˈboj] 𝄇 [ɐt ˈjuʐnɨx mɐˈrʲej də pɐˈlʲarnəvə ˈkrajə] [rɐsˈkʲinʊlʲɪsʲ ˈnaʂɨ lʲɪˈsa ˈi pɐˈlʲa] [ɐdˈna ˈtɨ nɐ ˈsvʲetʲɪ ɐdˈna ˈtɨ ˈtakəjə] [xrɐˈnʲiməjə ˈboɡəm rɐdˈnajə zʲɪmˈlʲa] [prʲɪˈpʲef] [ʂɨˈrokʲɪj prɐˈstor dlʲa mʲɪtɕˈtɨ ˈi dlʲa ˈʐɨzʲnʲɪ] [ɡrʲɪˈduɕːɪjə ˈnam ɐtkrɨˈvajʊt ɡɐˈda] [ˈnam ˈsʲilʊ dɐˈjɵt ˈnaʂə ˈvʲɛrnəsʲtʲ ɐˈtɕːizʲnʲɪ] [ˈtaɡ ˈbɨlə ˈtak ˈjesʲtʲ ˈi ˈtaɡ ˈbudʲɪt fsʲɪɡˈda] [prʲɪˈpʲef] |

### 翻訳例
ロシア、聖なる我らの国よ
ロシア、愛しき我らの国よ
力強き意思、大いなる光栄
汝が持てる物は世々にあり！

コーラス:
讃えられて在れ、自由なる我らが祖国よ
幾世の兄弟なる民族の結束
祖先より授かった民族の英知よ！
国よ讃えられて在れ！我等汝を誇らん！

南の海より極地の果てへと
広がりし，我等が森と草原よ
世界に唯一なる汝、真に唯一なる汝
神に守られた祖国の大地よ！

コーラス

夢が為生きるが為，遮らぬ自由を
来たるべき時は我等にもたらす
祖国に捧ぐ忠誠は我等に力を与える
それはかつて、今も、そして常に在り続けん！

コーラス